# Multicar 24
Der Multicar 24, kurz auch als M 24 bezeichnet, ist ein leichter Lastkraftwagen aus der Deutschen Demokratischen Republik. Das Fahrzeug löste 1974 den Multicar 22 ab und wurde in diversen Varianten im VEB Fahrzeugwerk Waltershausen gefertigt, der zum Industrieverband Fahrzeugbau (IFA) gehörte. 1978 wurde es nach vier Jahren Produktionszeit durch den Multicar 25 ersetzt.

## Fahrzeuggeschichte

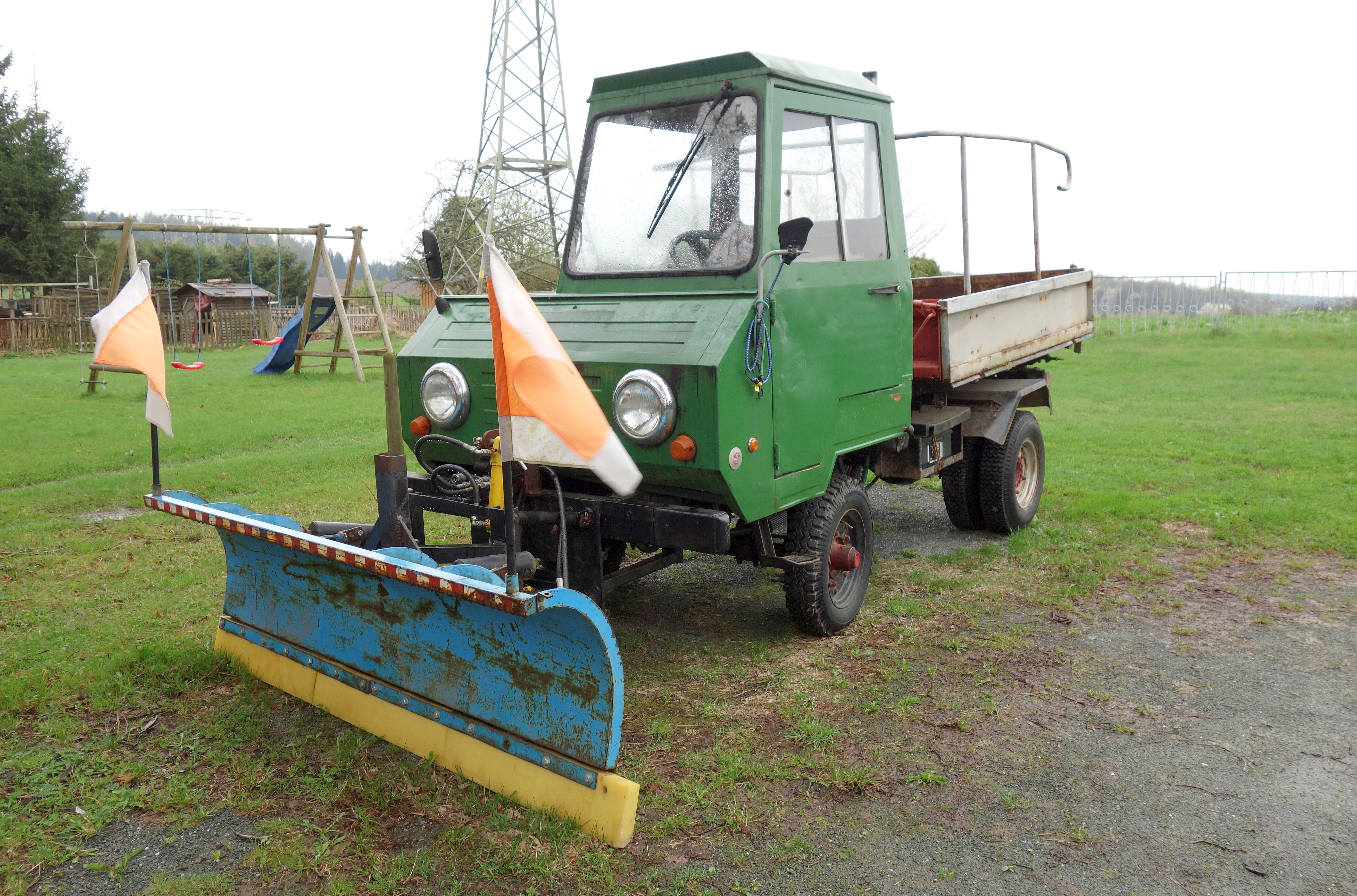
Multicar 24 mit einsitziger Kabine

Erste Überlegungen, den Multicar 22 zu überarbeiten gab es bereits Ende der 1960er-Jahre. Eines der Probleme der Konstruktion war, dass in der Kabine nur Platz für den Fahrer war, ein Beifahrer war nicht vorgesehen. Es ergab sich aber für bestimmte Arbeiten die Notwendigkeit, zwei Leute zu befördern. So wurde 1969 der Multicar 23 gebaut. Die Bezeichnung setzt sich zusammen aus 2 Tonnen Nutzlast und 3. Serie. Er basierte technisch auf dem Vorgänger, hatte jedoch ein vollständig überarbeitetes Fahrerhaus, das schon stark der späteren Kabine des Modells 24 ähnelte. Es kam aber zu keiner Serienfertigung.
Stattdessen wurde auf der Leipziger Messe 1974 der Multicar 24 vorgestellt. Der Lastwagen war wieder mit einsitziger Kabine ausgestattet, die allerdings im Vergleich zum Modell 22 vollständig überarbeitet wurde und kippbar war. Anstatt eines Zweizylindermotors wurde nun ein neu entwickelter Vierzylindermotor verwendet, der eine Steigerung der Leistung und der Höchstgeschwindigkeit um das Dreifache mit sich brachte und somit den Einsatzbereich des Multicars erheblich erweiterte. 
Da schon in den frühen 1970er-Jahren immer wieder Nachfragen nach einem Zweisitzer gestellt wurden, wurde 1977 das Konzept des Multicar 23 umgesetzt und mit dem Multicar 24-0 ein Zweisitzer gebaut. Ansonsten unterschied sich das Fahrzeug nicht von der einsitzigen Version. Dieser Schritt war ursprünglich erst für den Nachfolger Multicar 25 vorgesehen. Insgesamt wurden, den Multicar 24-0 eingeschlossen, bis 1978 exakt 25.659 Fahrzeuge gebaut, von denen 48 % exportiert wurden. Ab 1978 wurde nur noch der Multicar 25 produziert. Auch in der Bundesrepublik Deutschland gab es ein Unternehmen in Wehrheim, das das Fahrzeug vertrieb.
Vom Hersteller und offiziellen Stellen der DDR wurde das Fahrzeug als Multicar 24 bezeichnet und teilweise als M 24 (mit Leerzeichen) abgekürzt. In der Umgangssprache und der Literatur der Nachwendezeit dagegen hat auch die Bezeichnung Multicar M24 oder Multicar M 24 Eingang gefunden, die so vom Hersteller nicht vorgesehen war. Die Verwendung der Bezeichnung IFA war uneinheitlich, das Herstellerwerk gehörte erst seit dem 1. Januar 1978 zum Industrieverband Fahrzeugbau.

## Modellvarianten

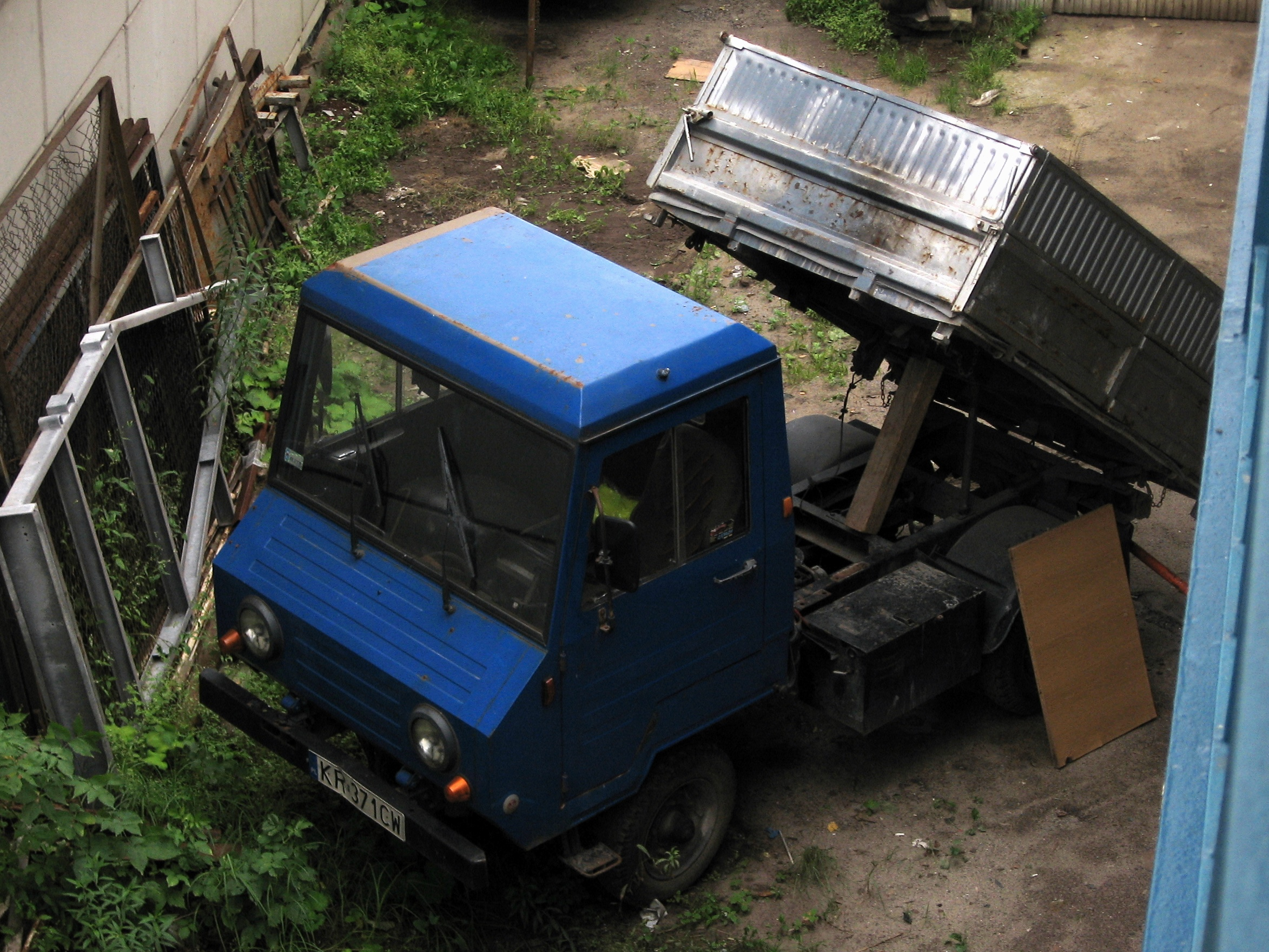
Multicar 24-0 12 (2010)

Vom Multicar 24 wurden diverse Versionen mit teils speziellen Aufbauten gefertigt. Die folgende Liste
erhebt keinen Anspruch auf Vollständigkeit.
- Multicar 24 01 – Pritschenfahrzeug und Grundmodell, ohne Hydraulikanlage. Gegenüber dem Vorgänger wurde vor allem die Transportkapazität und der Aktionsradius erhöht.
- Multicar 24 09 – Pritschenausführung mit Ladehilfe LH 300. Es handelt sich um eine mechanische Ladebordwand.[7]
- Multicar 24 10 – Dreiseitenkipper mit niedrigen Bordwänden. Ausgerüstet mit der Hydraulikanlage vom Typ 01, die keine weiteren Zusatzgeräte erlaubt.
- Multicar 24 12 – Hinterkipper mit doppelt so hohen Bordwänden wie das Standardmodell. Konzipiert für den Kohletransport mit Hydraulikanlage 01. Diese Aufbauvariante wurde mit dem Multicar 24 neu eingeführt.
- Multicar 24 13 – Muldenkipper, als Hinterkipper ausgeführt. Mit geänderter Ladefläche und Hydraulikanlage 01. Um auch Beton oder nahezu flüssige Güter transportieren zu können, wurde der mögliche Kippwinkel auf 76° erhöht. Ansonsten besteht die Gefahr, dass Teile der Ladung nicht aus der Mulde rutschen.
- Multicar 24 19 – Mit Schneeschiebeschild und Streueinrichtung ausgerüstet für den Winterdienst. Verschiedene Streugüter konnten verwendet werden, zum Beispiel Splitt, Sand oder Streusalz. Auch bei voller Beladung konnte das Fahrzeug noch Steigungen bis 25 % befahren. Hierzu war Hydraulikanlage 03 erforderlich.[7] Diese Ausführung wurde bereits ab 1975 erprobt, ging aber erst ab 1977 in Produktion.[8]
- Multicar 24 22 – Spezielle Vorbaukehrwalze und ein Derivat des Multicar 24 48.[7]
- Multicar 24 30 – Mit Drehleiteraufbau DLH 10[2] oder DLHV 10 versehen.[9] Es wurde vor allem beim Bau und der Wartung von Oberleitungen und Straßenbeleuchtungen eingesetzt. Es ist mit der Hydraulikanlage 02 versehen, die auch für die Steuerung der Drehleiter verantwortlich ist. Außerdem ist eine sogenannte Geländeregulierung verbaut die mit hydraulischen Abstützungen dafür sorgt, dass das Fahrzeug bei der Arbeit auch auf schiefem Untergrund gerade steht. Eine ausklappbare Sitzbank hinter der Fahrerkabine bot zwei zusätzlichen Personen platz.
- Multicar 24 32 – Spezialversion mit Montagebühne. Anders als die Drehleiter konnte diese nur senkrecht nach oben gefahren werden. Dabei wird vom Bedienpersonal ein in 2-Meter-Stücke zerlegter Stahlmast stückweise montiert, an dem die Arbeitsbühne hinauf- und hinunterfahren kann. Die maximale Arbeitshöhe beträgt etwa zwölf Meter.
- Multicar 24 48 – Wasch- und Sprühfahrzeug. Ausgerüstet mit einem 1800 Liter fassendem Wassertank und der Hydraulikanlage 02. Es war insbesondere zum Kehren und Waschen von Gehwegen und Straßen gedacht, aber auch Straßenschilder konnten damit geputzt werden. Wasser konnte sowohl aus Wasserleitungen als auch aus Gewässern gezapft werden.
- Multicar 24 51 – Sammelbehälterfahrzeug. Es handelt sich um einen kleinen Müllwagen mit aufgebauter Müllpresse. Damit konnten zum Beispiel öffentliche Papierkörbe gelehrt werden, der Abfall wurde im Aufbau verdichtet. Mit Hydraulikanlage 02.
- Multicar 24 mit Kofferaufbau, entwickelt für den Bedarf im Post- und Fernmeldewesen, ab 1977 gebaut.[8]
- Multicar 24-0  – Mit zweisitziger Kabine, ab 1977 gebaut. Die Aufbauten blieben die Gleichen wie bei der Version mit schmaler Kabine.

## Technik
Der Motor stammte wieder aus dem Motorenwerk Cunewalde. Dabei handelte es sich um eine Neuentwicklung, die in verschiedene Fahrzeuge und Stationärmaschinen eingebaut wurde. Auch die Einspritzpumpe wurde neu entwickelt. Im Multicar 24 erreichte der Motor 45 PS (33 kW) bei 3200 min−1. Die Höchstgeschwindigkeit betrug 50 km/h. Die Kraft des Motors wurde über eine Einscheibentrockenkupplung und ein synchronisiertes Vierganggetriebe an die Hinterachse übertragen. Die Hinterachse konnte auf Wunsch mit einer Differentialsperre ausgerüstet werden. Der Nebentrieb des Motors gestattete den Anschluss von Hydraulikpumpen. Für den Betrieb verschiedener Anbaugeräte wurden dabei drei unterschiedliche Hydraulikanlagen konzipiert, die je nach späterem Verwendungszweck verbaut wurden. Die Anlage 01 war die einfachste und für den reinen Kipperbetrieb gedacht. Die Anlage 02 macht einige weitere Zusatzgeräte möglich, und die Anlage 03 war dafür ausgelegt, zusätzlich zur Kipphydraulik auch alle anderen Anbaugeräte zu versorgen, die im Angebot waren. Die Fördermengen der Hydraulikpumpen lagen entsprechend bei 10, 16 und 25 Litern pro Minute.
An der Vorderachse wurden zu den Blattfedern zusätzlich Stoßdämpfer verbaut, hinten wurde darauf verzichtet. Die Betriebsbremse ist hydraulisch ausgeführt und wirkt auf alle Räder über Trommelbremsen, die mechanische Handbremse nur auf die Vorderachse. Das Ross-Lenkgetriebe übertrug die Lenkbewegung mittels Schubstange auf das linke Vorderrad, eine Spurstange von da weiter auf das rechte Vorderrad. Ab 1976 gab es eine Zweikreisbremse in HT-Aufteilung.
Das komplette Fahrerhaus konnte für die Wartung nach vorne geklappt werden, der Kippwinkel betrug 37°. Die Lagerung auf dem Fahrgestell erfolgte elastisch an vier Punkten. Die Annehmlichkeiten für den Fahrer vergrößerten sich u. a. durch die verbesserte Heiz- und Belüftungsanlage, eine überarbeitete Geräuschdämmung für den Innenraum und verbesserten Federungskomfort. Wie schon der Vorgängertyp 22 war auch der Multicar 24 StVO-gerecht ausgestattet.

### Technische Daten
Die angegebenen Daten beziehen sich alle auf den Dreiseitkipper Multicar 24 10 der ersten Generation mit schmalem Fahrerhaus.
- Motor: Vierzylinder-Dieselmotor
- Motortyp: 4 VD 8.8/8.5-1 SRF
- Motorenhersteller: VEB Motorenwerk Cunewalde
- Leistung: 45 PS (33 kW) bei 3200 min−1
- Drehmoment: 116 Nm bei 2200 min−1
- Hubraum: 1996 cm³
- Getriebe: mechanisches Schaltgetriebe, synchronisiert, 4 Vorwärtsgänge + 1 Rückwärtsgang
- Getriebetyp: WS 4-9
- Kupplung: Einscheiben-Trockenkupplung
- Kupplungstyp: T 10-12 K
- Höchstgeschwindigkeit: 50 km/h
- Tankinhalt: 42 l
- ausgerüstet mit Hydraulikanlagen (drei unterschiedliche Versionen)
- Fahrerhaus nach vorne für Wartung kippbar, max. 37°
- Antriebsformel: 4×2

Abmessungen und Gewichte
- Gesamtlänge: 3900 mm
- Breite: 1495 mm
- Einstiegshöhe: 910 mm
- Höhe der Bordwand: 1260 mm
- Länge Ladefläche: 2050 mm
- Abstand von der Kabinenrückwand bis zur Ladefläche: 275 mm
- Leergewicht: 1320 kg
- Zuladung: 2480 kg
- zulässiges Gesamtgewicht: 3800 kg
- Reifendimension: 23×5"